# باولو رودريغوس دا سيلفا
باولو رودريغوس دا سيلفا هو لاعب كرة قدم برازيلي، ولد في 10 نوفمبر 1986 في بارا في البرازيل، وتوفي في 2 يناير 2012 في Bohutín (Příbram District) ‏ في التشيك بسبب حادث مرور. لعب مع فيكتوريا بلزن.

## وصلات خارجية
- باولو رودريغوس دا سيلفا على موقع قاعدة بيانات كرة القدم.إي يو (الإنجليزية)
- باولو رودريغوس دا سيلفا على موقع Soccerway.com (الإنجليزية)